# Dynamic Range Increase

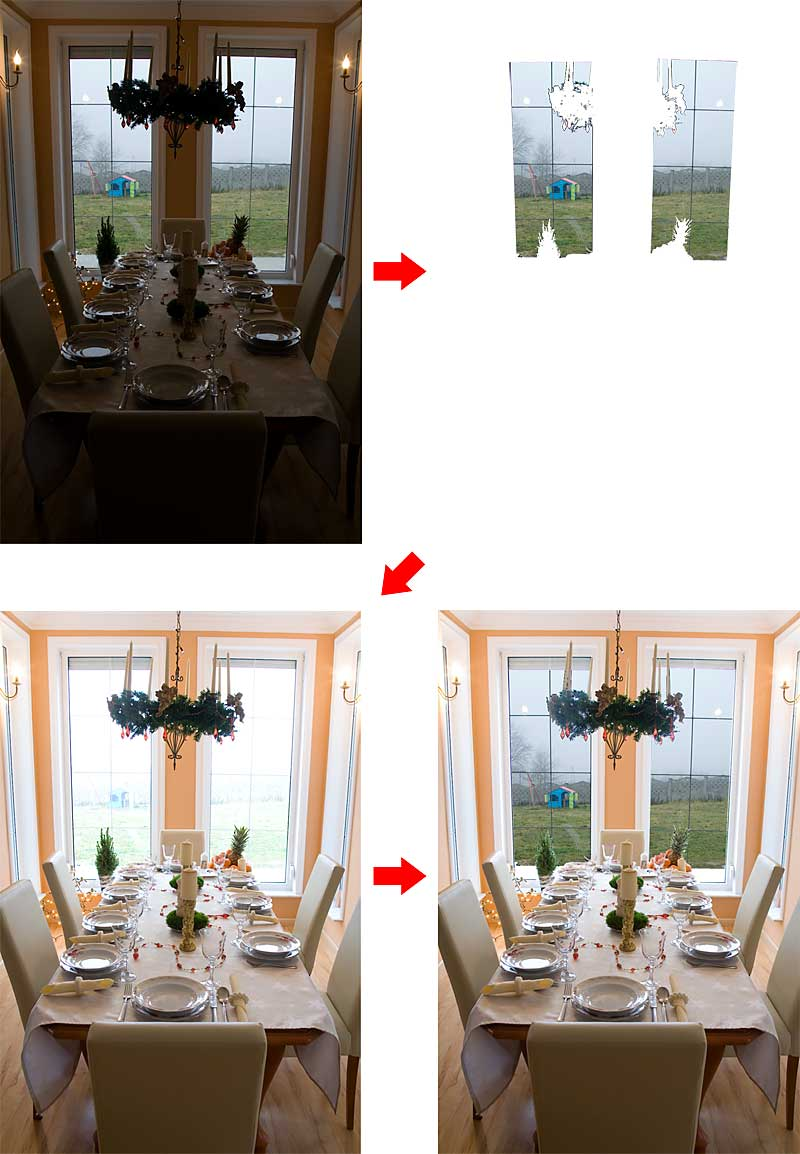
Przykład wymiany prześwietlonego widoku za oknem

Dynamic Range Increase, DRI (zwiększenie zakresu tonalnego) – technika w fotografii polegająca na wykonaniu kilku ekspozycji tego samego kadru, z których część jest niedoświetlona, a pozostała część prześwietlona. Połączenie w jeden obraz mający większy zakres tonalny następuje przez nałożenie na siebie poszczególnych obrazów i zastąpienie partii niedoświetlonych i prześwietlonych wycinkami z obrazu prawidłowo naświetlonego. Jest to technika dająca ten sam efekt co HDRI, jednak w tym wypadku przemiany nie następują w każdym pikselu obrazu, lecz jest wymieniany cały wycinek obrazu np. połać nieba. Technika HDR daje w efekcie większą głębię bitową pliku finalnego z uwagi na wykorzystanie plików RAW, które w zależności od własnej głębi dadzą obraz w zakresie 32 – 64 bitów na piksel, podczas gdy przy DRI praca zaczyna się na JPG i kończy na JPG o tej samej (8 lub 16-bitowej) głębi.